# Kevin Fajardo
Kevin Fajardo Martínez (ur. 5 września 1989) – kostarykański piłkarz występujący na pozycji obrońcy. Zawodnik klubu Carmelita.

## Kariera klubowa
Fajardo seniorską karierę rozpoczął w 2009 roku w zespole Santos de Guápiles z Primera División de Costa Rica. W debiutanckim sezonie 2009/2010 rozegrał tam 20 spotkań i zdobył 1 bramkę, natomiast w następnym sezonie zagrał tam w 17 meczach.

## Kariera reprezentacyjna
W 2011 roku Fajardo został powołany do reprezentacji Kostaryki na Copa América. Na tamtym turnieju, zakończonym przez Kostarykę na fazie grupowej, nie zagrał jednak ani razu. W drużynie narodowej zadebiutował 11 sierpnia tego samego roku w przegranym 0:2 towarzyskim meczu z Ekwadorem.